# Live Invasion
Live Invasion è il primo album live della band power metal tedesca Freedom Call, registrato durante l'"Eternal World Tour 2002".

## Tracce

### Disco uno
1. "The Spell" – 0:59
2. "We Are One" – 4:41
3. "Freedom Call" – 4:55
4. "Tears of Taragon" – 5:43
5. "The Quest" – 8:30
6. "Heart of the Rainbow" – 5:40
7. "Eyes of the World" – 4:23
8. "Metal Invasion" – 7:10
9. "Land of Light" – 4:06
10. "Warriors" – 4:43
11. "Shine On" – 6:40
12. "Rise Up" – 4:17
13. "Hymn to the Brave" – 5:16

### Disco due
Riproposizione dell'EP Taragon, prima disponibile solo in Francia e Giappone.
1. "Warriors of Light" – 4:10
2. "Dancing With Tears in My Eyes" (Ultravox Cover) – 3:53
3. "Heart of the Brave" – 5:17
4. "Kingdom Come" (EP Version)" – 4:48
5. "Tears of Taragon (Story Version)" – 9:50
6. "Hiroshima" (Wishful Thinking cover) – 4:07
7. "Dr. Stein" (Helloween Cover) – 4:47

## Formazione
- Chris Bay – voce, chitarra, tastiera
- Cédric Dupont – chitarra
- Ilker Ersin – basso
- Nils Neumann – tastiera
- Dan Zimmermann – batteria